# Мисс Медоуз
«Мисс Медоуз» — американская чёрная комедия с элементами триллера. Картина была создана под руководством сценариста и режиссёра Карен Ли Хопкинс. В главных ролях снялись Кэти Холмс, Джеймс Бэдж Дейл, Каллэн Мулвей и Стивен Бишоп. В широкий прокат фильм вышел 14 ноября 2014 года.

## Сюжет
Мисс Мэри Медоуз — молодая женщина, работающая учительницей начальных классов, временно замещающей основного педагога. Она живёт в тихом пригороде, где любит совершать долгие прогулки, облачаясь в наряды старомодного кроя и лёгкие туфли для степа. Её автомобиль — Nash Metropolitan 1956 года выпуска, который она ласково сравнивает с парой своих старых ботинок. Однако за этой милой, почти детской наивностью скрывается тёмная тайна: Мэри — тайный мститель, безжалостно расправляющийся с уличными преступниками, будь те напавшими на неё саму или пойманными ею на совершении жестоких деяний. В её сумочке всегда лежит небольшой полуавтоматический пистолет, а её речь, полная невинности и простодушия, словно принадлежит ребёнку. Она живёт в одиночестве в скромном домике и лишь изредка разговаривает по телефону с матерью, рассказывая ей о событиях прошедшего дня.  
Расследованием серии загадочных убийств занимается местный шериф, который, познакомившись с мисс Медоуз, невольно проникается к ней симпатией — его привлекают её старомодные манеры и манера говорить. Однако по мере сближения он начинает подозревать, что женщина, вызвавшая в нём столь нежные чувства, может быть той самой преступницей, которую он ищет. Шериф оказывается перед мучительным выбором: выполнить свой долг или защитить её.  
Ситуация усложняется, когда в город возвращается бывший заключённый Скайлар, отбывавший срок за растление малолетних. Узнав об этом, мисс Медоуз, опасаясь за безопасность своих учеников, открыто угрожает ему расправой, если он посмеет приблизиться к школе или детям. В ответ Скайлар начинает преследовать её.  
Постепенно раскрывается страшная правда: все телефонные разговоры Мэри с матерью были плодом её воображения. В детстве она стала свидетельницей убийства матери — та погибла от случайной пули в перестрелке у церкви после свадьбы друзей семьи. Эта травма настолько глубоко ранила девочку, что её сознание создало альтернативную реальность, в которой мать всё ещё жива, а сама Мэри, повзрослев, начала вершить самосуд над теми, кого считала угрозой для общества.  
Среди её жертв — дальнобойщик, попытавшийся напасть на неё с оружием в руках, молодой человек, устроивший стрельбу в кафе, и даже местный священник, застигнутый ею за растлением мальчика.  
Когда мисс Медоуз узнаёт, что беременна от шерифа, она принимает его предложение руки и сердца. Однако в день свадьбы Скайлар похищает одну из её учениц — Хизер, вынуждая Мэри в свадебном платье отправиться в его дом. Там она сама оказывается в ловушке, но, освободив девочку, вступает в схватку с преступником. В этот момент шериф, проезжая мимо, видит выбегающую из дома Хизер, зовущую на помощь. Скайлар выхватывает пистолет Мэри, направляет его на неё и с усмешкой бросает: «Ты правда думаешь, что можешь спасти мир? Попробуй сначала спасти себя!» — но шериф успевает выстрелить, убивая его на месте. Заметив оружие в руке мёртвого преступника, он спокойно замечает: «Теперь на нём только его отпечатки», после чего они с Мэри возвращаются в церковь.  
Год спустя они счастливы в браке: она по-прежнему носит туфли для степа, а он научился играть на аккордеоне. У них растёт дочь, и их необычность лишь скрепляет их союз. Перед ужином Мэри собирается выйти, и шериф, как всегда, говорит ей: «Береги себя». «Я всегда осторожна», — отвечает она, выходит на улицу и вновь отбивает лёгкую чечётку на тротуаре.

## Актёрский состав
- Кэти Холмс — мисс (Мэри) Медоуз
- Джеймс Бэдж Дейл — шериф
- Каллэн Мулвей — Скайлар
- Ава Колкер — Хизер
- Стивен Бишоп — лейтенант Дэнни
- Грэм Беккел — Томми Уивер/водитель грузовика
- Кейт Линдер — Труди Навис
- Джеймс Лэндри Хеберт — Дерек Пирсон/молодой человек в киоске с хот-догами
- Джеймс Кин — отец Питер
- Мэри Кей Плейс — миссис Дэвенпорт
- Джин Смарт — мать Мидоуз

## Съёмочный процесс и премьера фильма
Основные съёмки кинокартины стартовали 6 августа 2013 года в Кливленде, штат Огайо. Любопытно, что автомобиль Metropolitan, представленный в фильме как модель 1956 года, на самом деле относился к более поздней серии IV, производство которой началось лишь в 1959 году.
Мировая премьера состоялась 21 апреля 2014 года на кинофестивале «Трайбека», а широкий прокат начался 14 ноября того же года при поддержке кинокомпании Entertainment One Films.

## Критическая оценка
Фильм «Мисс Мидоуз» был встречен прохладно как зрителями, так и профессиональными кинокритиками. На агрегаторе Rotten Tomatoes его рейтинг составил лишь 25% на основе 20 рецензий, со средней оценкой 4,62 из 10 баллов. Платформа Metacritic, проанализировав отзывы 13 критиков, выставила картине 43 балла из 100, что свидетельствует о смешанной или средней реакции аудитории.